# バンドッグ
バンドッグ（英：Bandog）は、主に警備をさせることを目的に交配・作出されたマスティフ犬の雑種やその系統の犬のことである。
「バンドッグ」の名の意味は「紐（バンド、もしくは縄とも意訳される）につながれた番犬」を意味している。

## 歴史や概念
バンドッグ発祥の地はイギリス（ローマン・ブリテン）であったといわれている。初期のバンドッグは軍用犬、警備犬、闘犬として作り出されていたが、闘犬の廃止後は警備犬として使うために特化させる改良が施された。後にイギリスだけでなく、アメリカやブラジルなどでも作出が行われるようになり、一般的に普及していった。
バンドッグはマスティフ種の犬、もしくはモロサス種の犬を異種交配させて生まれた雑種犬である。雑種ゆえに雑種化矯正が出やすく、両親の長所を仔に組み込むことができる点が長所である。しかし、全て良い所取りというわけにはいかず、時には両親の悪い点のみを受け継いでしまう仔もいる。また、両方の親の犬種がかかりやすい病気に対しては抵抗力が付かず、相変わらずかかりやすいままの状態になってしまうことが大半であることが欠点とされている。
バンドッグの仕事は主人の家や農地、建物などを泥棒から守ることである。不審な侵入者を発見すると激しく吠え、相手がそれにおびえない場合は飛びかかって格闘し、噛み付いて取り押さえ、撃退する。なお、ブラジリアン・ガード・ドッグの血が強めに入っている個体は訓練次第で相手を傷つけないで取り押さえ、主人が駆けつけるまで長時間確保しておくことができる。
かつては軍用犬として味方の護衛をしたり、敵の軍人の命を奪うこともあった。また、闘犬としてはコロシアムや違法闘犬場で闘わせるのに使われていた時期もある。このため、勇気と決断力、そして強靭な力を持つ犬が好んでブリーディングに使われている。
バンドッグは全ての犬が雑種であるというわけではない。中には純血の犬種として確立されたものも多く、種として確立はしていないものの、系統として固定が進みつつあるものもある。
アメリカ大陸では実用犬として非常に人気のある犬種であるが、その獰猛性から飼育を規制している国もある。そこでは飼育許可を行った後、犬の首の皮下にマイクロチップを埋め込んだり、耳裏などに無害な刺青で管理番号を入れるなどの管理が行われている。
日本でも数頭のバンドッグが飼育されているが、一般家庭での飼育の難しさなどもあり、普及するまでには至っていない。交配種のものは無論FCIに公認されているわけではないため、日本国内に何頭のバンドッグが飼育されているかは不明となっている。

## 特徴
マスティフタイプそのものの、筋骨隆々でがっしりとした骨太の体格をしている。頭部は大きく、マズルは太く短く、あごの力はかなり強靭である。目は小さく眼光は鋭く、数種類を除きたいていは顔にはしわ、皮膚にはたるみがあり、敵の攻撃をある程度まで軽減することができる。首や脚も太く頑丈で、胸は広く、胸板は厚い。耳は垂れ耳だが、恐ろしさを強調するために短めに断耳して立たせることもあった。尾は太い垂れ尾で、場合によっては2分の1から4分の1ほどの長さに断尾されることもある。コートは硬いショートコートのものが多い。毛色は暗闇に溶け込む暗色系のもの（ブラックやブリンドルなど）が好まれるが、この色は駄目という制限はとくに無い。体高60cm以上の大型犬で、体重は50kg以上とかなり重量のある種である。
性格は主人に忠実であるが、防衛本能と縄張り意識が高く勇敢かつ攻撃的であるため、初心者の飼育には不向きな犬種である。飼育の際にはしっかりとした訓練が必要不可欠で、犬の飼育に手馴れた人でもプロのドッグトレーナーによる飼育指導が必要である。運動量は中型犬並み（普通）で、体重が重く腰に負担がかかりやすいので、激しい運動はできない。怠けものの個体は運動を怠ると肥満になりやすい傾向があるため、注意が必要である。かかりやすい病気は大型犬にありがちな股関節形成不全、関節炎、目が顔のしわに圧迫されて置きやすい緑内障、しわの間にできやすい皮膚疾患、腰痛、心疾患などがある。雑種のものは雑種化矯正により丈夫で抵抗力があり、寿命も通常の大型犬に比べ長いものが多い。マスティフ系の犬種であるために食事量が多く、よだれも多めである。体重が重いため、寝床にはクッションを敷くなど、床ずれを防止することも大切である。

## バンドッグに関する犬種（バンドッグ系犬種）

### 黎明期のバンドッグ
これらの犬種は、ごく初期のころから存在していたオリジナルの（古いタイプの）バンドッグである。いずれも犬種として確立されている。
オールド・イングリッシュ・バンドッグ
オールド・イングリッシュ・バンドッグ（英：Old Engilsh Bandog）は、イギリス原産の軍用、警備用の犬種である。犬種名のスペルはOld Engilsh Bang-doggeとつづることもある。バンドッグ系の犬種としては最も古いもので、ローマンブリテン時代のころから存在していた。非常に強靭で獰猛な犬種であったが、純血種としては絶滅した。
イングリッシュ・バンドッグ
イングリッシュ・バンドッグ（英：Engilsh Bandog）は、イギリス原産の警備用犬種である。オールド・イングリッシュ・バンドッグにセントハウンド系のくず犬（能力が無く、狩猟に使えない犬）を掛け合わせ、軽量化を図った犬種である。18世紀ごろになるとイングリッシュ・フォックスハウンドの血も加えられ、より嗅覚面が改良されたが、19世紀中盤に絶滅した。

### 派生種
これらの犬種はもともとバンドッグとしてまとめられていたが、犬質の安定により独立犬種として発展していったものである。
ブルマスティフ
ブルマスティフ（英:Bullmastiff）は、イギリス原産のマスティフ犬種の1つである。オールド・イングリッシュ・ブルドッグとイングリッシュ・マスティフの交配により作出された。もともとバンドッグ系の犬として一からげに扱われていたが、優秀な警備能力が評判となり、交配を重ねて1つの犬種として発展・独立した。世界的に人気のある犬種で、FCIにも公認登録されている。
アメリカン・マスティフ
アメリカン・マスティフ（英：American Mastiff）は、アメリカ原産のマスティフ犬種の1つである。現代版のバンドッグを目指し、警備もできてペットとしても飼育できるような犬を目指して作られた。